# 5856 Peluk
5856 Peluk è un asteroide della fascia principale. Scoperto nel 1994, presenta un'orbita caratterizzata da un semiasse maggiore pari a 2,6023625 au e da un'eccentricità di 0,1117603, inclinata di 16,04950° rispetto all'eclittica.